# Neeraj Chopra
Neeraj Chopra (Khandra, 24 de dezembro de 1997) é um atleta indiano campeão olímpico e mundial do lançamento de dardo
Em agosto de 2021, ele foi classificado em segundo lugar no ranking internacional da World Athletics. Chopra participou dos Jogos da Commonwealth de 2018 e dos Jogos Asiáticos de 2018, conquistando a medalha de ouro em ambos os eventos. Em sua estreia nos Jogos Olímpicos de Verão de 2020 em Tóquio, consagrou-se campeão com um arremesso de 87,58 m em sua segunda tentativa, tornando-se o primeiro indiano a conseguir o ouro no atletismo olímpico. Conquistou a medalha de prata no Campeonato Mundial de Atletismo de 2022. Tornou-se campeão mundial  ganhando a medalha de ouro em Budapeste 2023, com um lançamento de 88,17 metros.
Em Paris 2024 ficou com a medalha de prata, com um lançamento de 89,45 m.